# Kreis Ruhrorter Straßenbahn
Die Kreis Ruhrorter Straßenbahn AG war ein Nahverkehrs-Unternehmen des ehemaligen Landkreises Ruhrort auf dem Gebiet der heutigen Stadt Duisburg in Nordrhein-Westfalen.
Die Ursprünge der Kreis Ruhrorter Straßenbahn AG gehen auf das Unternehmen Kampf & Hollender zurück, das 1891 eine Konzession für Bau und Betrieb einer Pferdebahn von Ruhrort nach Duisburg erhielt. Nachdem der Kreis Ruhrort am 27. Dezember 1893 die Kreis Ruhrorter Straßenbahn AG gegründet hatte, ging die am 1. Juli 1892 eröffnete Strecke auf die neue Gesellschaft über. Im Gegenzug wurde Kampf & Hollender Aktionär der Kreis Ruhrorter Straßenbahn AG.
Es wurden die folgenden meterspurigen Strecken eröffnet:
| Eröffnungsdatum | Strecke                         |
| 3. Juli 1897    | Meiderich – Laar                |
| 3. Juli 1897    | Ruhrort – Bruckhausen           |
| 24. Mai 1900    | Bruckhausen – Hamborn – Marxloh |

Die erworbene Strecke von Ruhrort nach Meiderich konnte erst nach einigen Schwierigkeiten am 24. Februar 1898 elektrifiziert werden. Somit hatte die Gesellschaft zu diesem Zeitpunkt ein Streckennetz von rund 16 Kilometern. Da bei der 1900 eröffneten Strecke eine Zechenbahn nicht gekreuzt werden durfte, konnte die gesamte Strecke von Ruhrort erst 1901 nach dem Bau einer Straßenbrücke in Betrieb genommen werden.
Vom 1. Mai 1907 bis zum 1. Januar 1913 betrieb die Kreis Ruhrorter Straßenbahn AG eine Strecke von Homberg über die 1907 neu gebaute Rheinbrücke nach Ruhrort und weiter bis nach Hamborn. Der Abschnitt Ruhrort–Homberg wurde später an die Straßenbahn Moers-Homberg abgegeben.
Im Jahr 1910 erwarb die Kreis Ruhrorter Straßenbahn AG von der Continentalen Eisenbahn-Bau- und Betriebs-Gesellschaft (CEBBG) in Berlin die ebenfalls meterspurige Straßenbahn Neumühl–Dinslaken. Auf deren Strecken gab es auch Güterverkehr zu verschiedenen Anschließern (1909: 51.733 t).
| Eröffnungsdatum   | Strecke                                        |
| 1. Juni 1900      | Neumühl – Dinslaken                            |
| 1. Juni 1900      | Aldenrade – Walsum                             |
| 11. November 1902 | Meiderich – Neumühl (Eigentum Stadt Meiderich) |

Um die breiteren Wagen der CEBBG nutzen zu können, wurden alle zweigleisigen Abschnitte umgebaut und der Gleisabstand auf 2,50 m verbreitert. Nachdem am 31. Dezember 1911 noch ein neuer Streckenabschnitt in der Stadt Meiderich hinzugekommen war, betrieb die Kreis Ruhrorter Straßenbahn AG Ende 1911 ein Streckennetz von insgesamt 38 Kilometern mit fünf Linien.
Trotz kommunalpolitischer Veränderungen blieb die Kreis Ruhrorter Straßenbahn AG bestehen, obgleich 1905 die Städte Meiderich und Ruhrort aus dem Kreis Ruhrort ausschieden und sich mit der Stadt Duisburg vereinigten. Bereits fünf Jahre früher war die Bürgermeisterei Hamborn ausgeschieden und zum 1. Mai 1911 Stadtkreis geworden. Schließlich wurde am 1. Mai 1909 der Landkreis Ruhrort aufgelöst und ging im Rest-Landkreis Dinslaken auf.
Folgende neue Strecken wurden in den Folgejahren eröffnet:
| Eröffnungsdatum | Strecke                       |
| 1914            | Dinslaken – Lohberg           |
| 1921            | Walsum – Wehofen              |
| 1923            | Wehofen – Holten Markt        |
| 1925            | Holten Markt – Bahnhof Holten |
| 1927            | Meiderich – Hamborn           |
| 1930            | Dinslaken – Hiesfeld          |
| 1930            | Walsum – Rheinufer            |

1930 besaß die Kreis Ruhrorter – wie sie kurz genannt wurde – ein Gesamt-Streckennetz von 46 km, auf dem neun Linien verkehrten.
Am 1. Januar 1941 wurde die Kreis Ruhrorter Straßenbahn AG von der Duisburger Verkehrsgesellschaft AG übernommen.